# Чернявський Михайло
Миха́йло Черня́вський  (М. Ч.), чернігівський гравер на дереві 1740—1760 років.
Гравюри для церковних книжок, що друкувалися в Чернігівській друкарні; «Ісповіданіє православної віри» (1745), «Новий Заповіт» (1759), «Псалтир» (1763) та ін.